# Manuel Bulnes Prieto
Manuel Bulnes Prieto (Concepción, Chile, 25 de Dezembro de 1799 — Santiago, Chile, 18 de Outubro de 1866) foi um militar e político chileno, presidente desse país entre 1841 e 1851.
Participou na guerra para independência da Espanha, lutando inclusive contra seu pai, que estava no grupo realista. Posteriormente, participou nas campanhas militares contra bandidos.
Participou em 1829 em uma revolução contra o governo liberal e posteriormente na guerra contra a Confederação Peru-Boliviana, vencendo as tropas de Andrés de Santa Cruz na batalha de Yungay em 20 de Janeiro de 1839, depois do qual, foi recebido no Chile como herói.
Foi nomeado ministro pelo presidente José Joaquín Prieto, e logo em seguida, foi candidato a presidência nas eleições de 1841.

## Ministros de Estado
| Ministério                           | Nome/Período |
| ------------------------------------ | --- |
| Interior e Relações Exteriores       | Ramón Luis Irarrázaval (1841-1845) Manuel Montt (1845-1846) Manuel Camilo Vial (1846-1849) José Joaquín Pérez (1849-1850) Antonio Varas (1850-1851)     |
| Guerra e Marinha                     | Manuel Montt (1841-1842) José Santiago Aldunate (1842-1846) José Manuel Borgoño (1846-1848) Pedro Nolasco Vidal (1848-1851)                             |
| Fazenda                              | Manuel Rengifo (1841-1844) José Joaquín Pérez (1844-1846) Manuel Camilo Vial (1846-1849) Antonio García Reyes (1849-1850) Jerónimo Urmeneta (1850-1851) |
| Justiça, Cultura e Instrução Pública | Manuel Montt (1841-1845) Antonio Varas (1845-1846 Salvador Sanfuentes (1846-1849) Manuel Antonio Tocornal (1849-1850) Máximo Mujica (1850-1851)         |